# 이브의 유혹 - 엔젤
"이브의 유혹 - 엔젤"(Temptation Of Eve: Angel)은 한국에서 제작된 임경택 감독의 2007년 드라마 영화이다. 신소미 등이 주연으로 출연하였고 김민기 등이 제작에 참여하였다.

## 출연

### 주연
- 신소미
- 정의갑

### 조연
- 서연수
- 문영동
- 이관훈
- 설성민
- 승주영
- 박충선

## 기타
- 제작총지휘: 허창
- 투자총괄: 최진희
- 프로듀서: 윤창업
- 프로듀서: 이승훈
- 제작실장: 장성원
- 제작부: 김성민
- 제작부: 박민우
- 제작부: 김민지
- 제작회계: 박현비
- 제작투자: 김성수
- 투자책임: 홍재희
- 제작관리부문: 이기승
- 제작관리부문: 류순균
- 제작관리부문: 강두영
- 제작관리부문: 강민하
- 제작관리부문: 서호진
- 제작관리부문: 박대현
- 제작관리부문: 정인영
- 제작관리부문: 이은주
- 제작관리부문: 김경미
- 촬영부: 고정호
- 촬영부: 최병훈
- 촬영부: 송인수
- 조명: 심재원
- 조명부: 박지성
- 조명부: 이정연
- 조명부: 김기준
- 조명부: 정희재
- 조명부: 백진호
- 조명부: 서동실
- 연출부: 허명학
- 스크립터: 이민경
- 조감독: 장원진
- 동시녹음: 김창훈
- 붐오퍼레이터: 류경준
- 미술: 김혜진
- 미술: 사공희
- 미술팀: 이병덕
- 미술팀: 이규곤
- 미술팀: 정수인
- 분장: 오혜영
- 분장팀: 최명진
- 분장팀: 원자연
- 의상: 한혜숙
- 현장편집: 이강희
- 지미집: 문주천
- 의상팀: 이진아
- 음악부문: 한재권
- 운송: 형성석
- 예고편: 김수미
- 현장스틸: 김보람
- 시각효과부문: 주작
- 스테디캠: 박상훈
- 발전차: 오성택
- 마케팅부문: 김지완
- 마케팅부문: 임상희
- 로케이션매니저: 김태영
- 그립팀: 한진수
- 차량대여: 방영근
- 지미집: 양영민
- 의상팀: 김근숙
- 음향부문: 정희구
- 음악부문: 선성욱
- 예고편: 이승호
- 시각효과부문: 이준석
- 스테디캠: 홍성민
- 마케팅부문: 김홍섭
- 로케이션매니저: 박경일
- 디지털처리부문: 신충섭
- 그립팀: 이종혁
- 음향부문: 안기성
- 예고편: 장정욱
- 시각효과부문: 조용석
- 스테디캠: 윤성호
- 마케팅부문: 유주희
- 로케이션매니저: 강정호
- 디지털처리부문: 이용기
- 그립팀: 김승민
- 음향부문: 이지은
- 예고편: 노성언
- 시각효과부문: 노극태
- 마케팅부문: 신유미
- 로케이션매니저: 표은지
- 디지털처리부문: 박진호
- 음향부문: 박원
- 시각효과부문: 김용우
- 마케팅부문: 이영균
- 디지털처리부문: 김형석
- 시각효과부문: 조숙영
- 마케팅부문: 안애미
- 디지털처리부문: 장태희
- 시각효과부문: 이효민
- 마케팅부문: 이영빈
- 디지털처리부문: 노승미
- 시각효과부문: 이희범
- 디지털처리부문: 이혜민
- 시각효과부문: 김태규
- 디지털처리부문: 옥임식
- 시각효과부문: 송기현
- 디지털처리부문: 김기석
- 시각효과부문: 김형
- 디지털처리부문: 나종찬
- 디지털처리부문: 박상수
- 디지털처리부문: 김태성
- 디지털처리부문: 김승원
- 디지털처리부문: 김용범
- 디지털처리부문: 김기문
- 매니저부문: 추원영
- 매니저부문: 최명순
- 매니저부문: 김형록
- 매니저부문: 김나래
- 매니저부문: 오윤환
- 매니저부문: 김찬용
- 매니저부문: 박명수
- 매니저부문: 전경빈
- 매니저부문: 유훈희
- 메이킹: 최고은
- 배역: 김상은
- 스타일리스트: 김현경
- 스타일리스트: 김정남
- 스타일리스트: 김아름
- 보험: 윤경보
- 콘티: 김진원